# Konstanty Romanow (1827–1892)
Konstanty Mikołajewicz Romanow (ros. Константин Николаевич Романов – Konstantin Nikołajewicz Romanow; ur. 9 września?/21 września 1827 w Petersburgu, zm. 13 stycznia?/25 stycznia 1892 w Pawłowsku) – wielki książę Rosji, generał i namiestnik Królestwa Polskiego, prezes Rady Stanu Królestwa Kongresowego, admirał floty.

## Życiorys
Drugi syn Mikołaja I – cesarza Rosji, króla Polski i wielkiego księcia Finlandii, i Aleksandry Fiodorowny (córki Fryderyka Wilhelma III Hohenzollerna, króla Prus, i Luizy Pruskiej), brat cara Aleksandra II. Od piątego roku życia pozostawał pod opieką admirała Fiodora Litkego. Od dziecka został przeznaczony do marynarki wojennej. Wkrótce nauczył się żeglować i został najmłodszym żeglarzem, który opłynął glob ziemski.
Pomimo iż posiadał już tytuł wielkiego księcia, traktowany był z woli ojca jak zwykły kadet, co miało mu pomóc w zapoznaniu się z realiami codziennego życia w Rosji. Wykazywał nieprzeciętne zdolności lingwistyczne, już jako dziecko rozmawiał po rosyjsku, angielsku, niemiecku i francusku. Mając osiem lat, był w stanie przetłumaczyć Odyseję Homera. Otrzymał od swoich rodziców mały jacht, którym żeglował między Peterhofem i Kronsztadem. Oprócz zamiłowania do żeglarstwa Konstanty lubił muzykę i kochał rysowanie. Mając dziesięć lat, otrzymał swoje pierwsze bojowe zadanie – został umieszczony na warcie w deszczu i burzy.
W 1846 r. wyjechał ze swoją siostrą Olgą, królową Wirtembergii, do Stuttgartu, gdzie w Altenburgu poznał księżniczkę Aleksandrę. Zauroczony księżniczką Konstanty postanowił ją poślubić. 12 października 1847 księżniczka przyjechała do Rosji, a 11 września 1848 poślubiła wielkiego księcia Konstantego oraz przyjęła imię Aleksandry Józefówny; nazywano ją później Aunt Sanny. W tym samym roku Konstanty został szefem austriackiego Pułku Piechoty Nr 18.
W 1849 r. jako młody oficer wziął udział w kampanii austriackiej przeciw powstaniu węgierskiemu. Od 1850 członek Rady Państwa i przewodniczący komitetu ds. zmian regulaminów. Od 1852 towarzyszył szefowi Głównego Sztabu Morskiego, a od 1853 pełnił obowiązki szefa sztabu marynarki wojennej. W 1855 jego najstarszy brat został cesarzem Rosji i już jako Aleksander II powierzył mu zarząd nad Ministerstwem Morskim. Kierował ministerstwem do 1881. Pod jego kierownictwem prowadzono prace nad przejściem marynarki wojennej na okręty o napędzie parowym. Był orędownikiem zniesienia kar cielesnych w marynarce. Podczas wojny krymskiej dowodził flotą w Kronsztadzie, wnosząc znaczny wkład w odbudowę i reorganizację floty rosyjskiej, zniszczonej w czasie wojny wschodniej. Od 1857 członek tajnego komitetu ds. chłopstwa w Rosji. Od 1860 r. przewodniczący komitetu ds. włościan, zaangażowany w prace przy projektach wielu liberalnych reform, zwłaszcza zniesienia poddaństwa, uwłaszczenia włościan, reformy sądownictwa, zniesienia kar cielesnych. Był autorem projektu wprowadzenia przedstawicielstwa obywateli z wyboru do Rady Państwa.

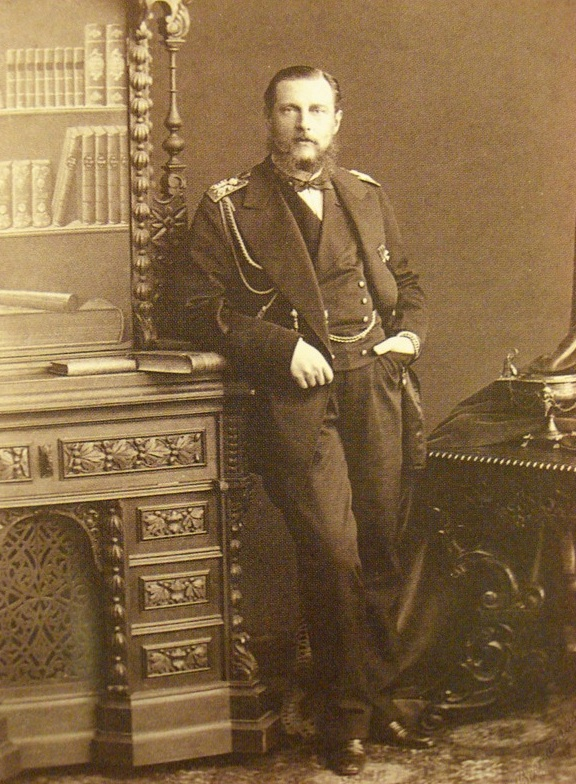
Wielki książę Konstanty Mikołajewicz Romanow

W 1862 r. został mianowany namiestnikiem Królestwa Polskiego, na którego terenie władze rosyjskie wprowadziły w 1861 stan wojenny. Serdecznie powitany przez administrację rosyjską. Próbował przeprowadzić reformy mające zapobiec powstaniu, wprowadzając postanowienia o autonomii Królestwa oraz powołując Polaków na stanowiska gubernatorów cywilnych. Stosował politykę półśrodków, w obliczu sprzeciwu społeczeństwa polskiego wobec ugody z zaborcą nie udało mu się zapobiec powstaniu. 3 lipca 1862 czeladnik krawiecki Ludwik Jaroszyński strzelił do wielkiego księcia Konstantego. W 1863 zarządził przeprowadzenie branki do wojska rosyjskiego, co przyspieszyło wybuch powstania styczniowego. W sierpniu 1863 Konstanty złożył rezygnację i został 31 października odwołany do Sankt Petersburga, gdzie otrzymał ponownie dowództwo nad marynarką wojenną. Wprowadził reformy i ulepszył warunki oraz zniósł kary cielesne. W 1864 popierał wprowadzenie reformy sądownictwa w Rosji.
W latach 1865–1881 przewodniczył Radzie Państwa.
Od 1865 r. Konstanty był zwolennikiem konstytucji w Rosji i w 1881 r. przy poparciu Aleksandra II nadał częściową konstytucję. Wkrótce car zginął w zamachu, a cesarz Aleksander III obalił konstytucję, niszcząc także dokument. Ponieważ nigdy nie polubił swojego stryja-liberała, poprosił go o rezygnację z zajmowanego stanowiska dowódcy marynarki. Po rezygnacji Konstanty spędzał większość czasu za granicą albo w swojej krymskiej posiadłości. Tutaj zaprzyjaźnił się z artystami i naukowcami, którymi gardził Aleksander III. 
W 1874 r. doszło do skandalu, gdy okazało się, że pierworodny syn Konstantego, Mikołaj Konstantynowicz, skradł brylanty z ikony, którą car Mikołaj I błogosławił związek syna z Aleksandrą z Saksonii-Altenburga. Młodego księcia uznano za psychicznie chorego i zesłano do Orenburga, potem do Taszkentu.
W wyniku reformy cara Aleksandra III Konstanty utracił tytuł wielkiego księcia, zadowalając się jedynie rangą księcia. W 1889 r. zachorował po raz pierwszy. W wyniku ciężkiej choroby zmarł 25 stycznia 1892. Żona przeżyła księcia Konstantego i zmarła w 1911 r.

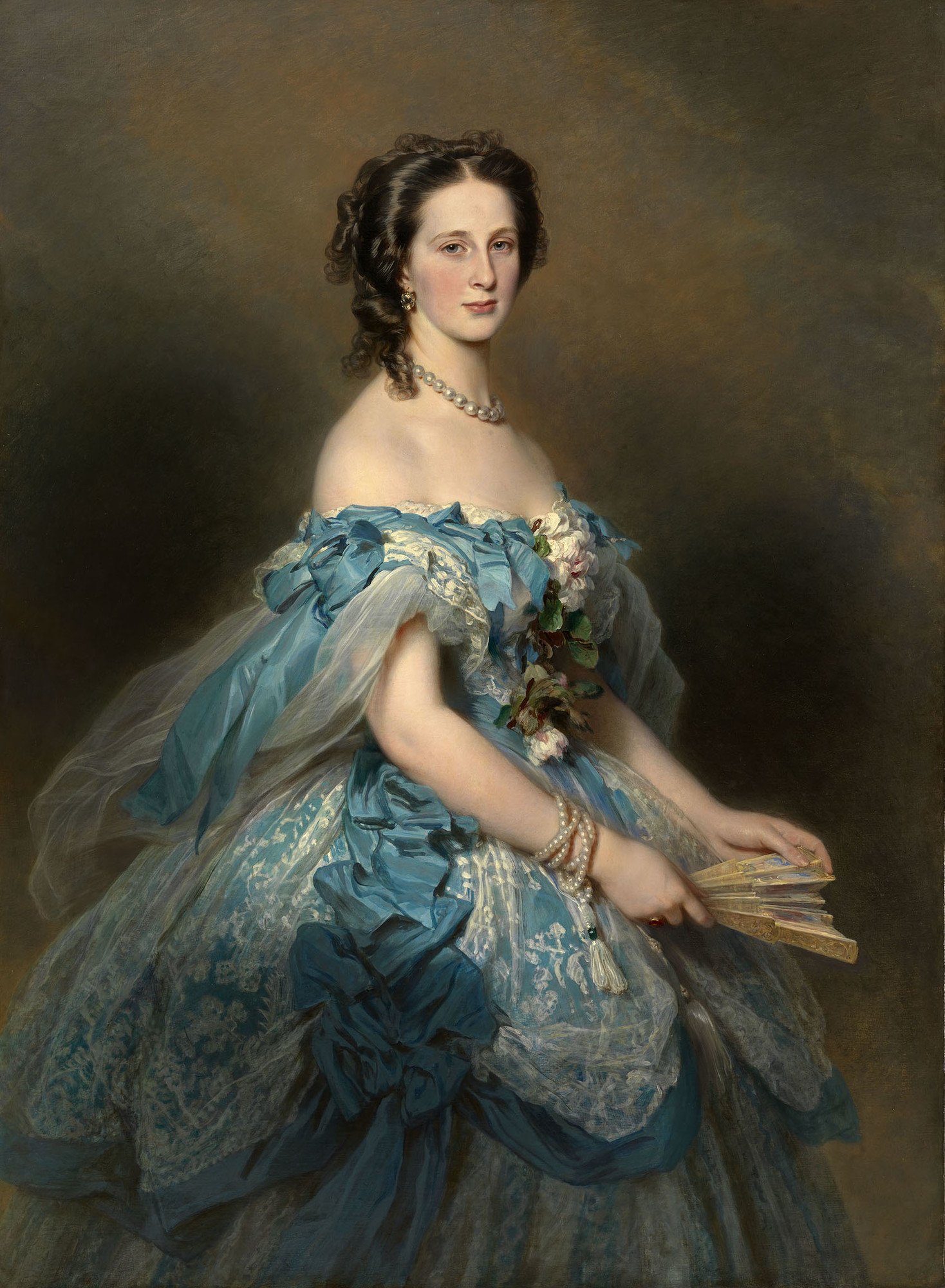
Aleksandra portret autorstwa Franza Ksawerego Winterhaltera, 1850 rok

## Małżeństwo i rodzina
W Petersburgu 11 września 1848 poślubił Aleksandrę z Saksonii-Altenburga (ur. w Altenburgu 8 lipca 1830, zmarłą w Petersburgu 6 lipca 1911), córkę Józefa Wettyna, księcia saskiego na Altenburgu, i Amelii Wirtemberskiej. Para miała sześcioro dzieci:
1. Mikołaja (1850–1918)
2. Olgę (1851–1926), królową Grecji
3. Wierę (1854–1912)
4. Konstantyna (1858–1915)
5. Dymitra (1860–1919)
6. Wiaczesława (1862–1879)

Ponadto miał 5 nieślubnych dzieci z Anną Kuzniecową:
1. Sergiusza (ur. 1873)
2. Marinę (ur. 1875)
3. Annę (ur. 1878)
4. Izmaiła (ur. 1879)
5. Lwa (ur. 1883)

Wszyscy synowie zmarli w dzieciństwie.

## Odznaczenia
- Order Świętego Andrzeja Apostoła Pierwszego Powołania (1827)
- Order Świętego Aleksandra Newskiego (1827)
- Order Świętego Jerzego IV klasy (1849)
- Order Świętego Włodzimierza I klasy (1853)
- Order Orła Białego (Rosja) (1827)
- Order Świętej Anny I klasy (1827)
- Order Świętego Stanisława I klasy (1865)
- Medal „Za Węgierską Kampanię” (1850)
- Ciemnobrązowy Medal Pamiątkowy Wojny Krymskiej w Latach 1853–56
- Złoty Medal za pracę na rzecz oswobodzenia chłopów (1861)
- Ciemnobrązowy Medal za Uśmierzenie Buntu Polskiego (1865)
- Medal na Pamiątkę Koronacji Aleksandra III (1883)
- Order Orła Czarnego (Prusy) (1838)
- Order Pour le Mérite (Prusy) (1849)
- Krzyż Wielki Orderu Marii Teresy (Austria) (1849)
- Krzyż Wielki Orderu Karola III (Hiszpania) (1880)
- Order Królewski Serafinów (Szwecja) (1838)
- Order Słonia (Dania) (1844)
- Order Lwa Niderlandzkiego (Holandia) (1841)
- Krzyż Wielki Orderu Legii Honorowej (Francja) (1857)
- Krzyż Wielki Orderu Świętego Olafa (1875)
- Krzyż Wielki Orderu Wojskowego Wilhelma (Holandia) (1849)
- Order Świętego Ferdynanda (Sycylia) (1845)
- Order Ernestyński (Saksonia-Altenburg) (1846)
- Order Korony Wirtemberskiej (Badenia-Wirtembergia) (1846)
- Order Świętego Jerzego (Parma) (1847)
- Order Świętego Huberta (Bawaria) (1847)
- Order Świętego Jerzego (Hanower) (1847)
- Order Gwelfów (Hanower) (1847)
- Order Świętego Benedykta z Aviz (Brazylia) (1849)
- Order Annuncjaty (Sardynia) (1847)
- Order Ludwika (Hesja-Darmstadt) (1857)